# Les Beaux Dégâts
Albums de Francis Cabrel
Double Tour
(2000) La Tournée des Bodegas
(2005)
Singles
1. Bonne nouvelle
Sortie : 2004
2. Qu'est-ce que t'en dis ?
Sortie : 2004
3. Tu me corresponds
Sortie : 2004
4. Les gens absents
Sortie : 2005

Les Beaux Dégâts est le dixième album studio de Francis Cabrel. Il est paru le 17 mai 2004 sur le label Columbia et a été produit par Fabienne Jacquet.

## Liste des titres
- Toutes les chansons sont signées, paroles et musiques, par Francis Cabrel sauf indication.

| 1.    | Les Faussaires             |                                        | 4:32 |
| 2.    | Bonne Nouvelle             |                                        | 4:40 |
| 3.    | Qu'est-ce que t'en dis ?   |                                        | 6:06 |
| 4.    | Le Danseur                 |                                        | 4:44 |
| 5.    | Telecaster                 |                                        | 4:34 |
| 6.    | Les Gens absents           |                                        | 5:07 |
| 7.    | Tu me corresponds          |                                        | 4:24 |
| 8.    | Elles nous regardent       |                                        | 4:51 |
| 9.    | S'abriter de l'orage       | Bob Dylan, Francis Cabrel (adaptation) | 5:37 |
| 10.   | Tête saoule                |                                        | 3:36 |
| 11.   | Elle dort                  |                                        | 4:36 |
| 12.   | Je te vois venir (tu pars) |                                        | 5:09 |
| 58:07 |                            |                                        |      |

## Musiciens
- Francis Cabrel: guitares acoustiques, guitares électriques, mandoline, chœurs (titre 3)
- Denys Lable: guitares électriques
- Gérard Bikialo:  claviers, piano Fender, piano électrique Wurlitzer, orgue Hammond, synthétiseur Solina, piano GS Yamaha, piano, arrangements des cordes (titres 2 et 6), arrangements des cuivres (titre 12)
- Bernard Paganotti: basses
- Denis Benarrosh: batterie, percussions
- Stéphane Chausse: clarinette (titres 1, 9 et 12), clarinette solo (titre 1)
- Claude Egéa: bugle (titre 1, 9 et 12)
- David Johnson: saxophone (titres 1,4, 5, 9, 12)
- Gaëlle Hervé : chœurs (titre 3)
- Michel Françoise: guitare électrique (titre 5)
- Anne Le Pape: violon (titre 6)
- Isabelle Sajot: violoncelle (titre 6)
- Medhi Pinson, Roman Jaskowski, Nicola Subre Chicot: chœurs (titre 10)
- Claude Engel: guitare classique (titre 11)
- Myriam Kastner, Dalila Laborde: chœurs (titre 11)

## Crédits
- Réalisation artistique : Francis Cabrel et Gérard Bikialo
- Production exécutive : Fabienne Jacquet
- Editions : Chandelle Productions
- Enregistré aux studios Ephémère grâce au "Voyageur 2" (studio mobile), et Plus XXX à Paris, par Ludovic Lanen, assisté de Sébastien Bramardi, René Weiss, Philippe Wojtowicz et Pierrick Devin
- Mixé par James Farber, assisté de Vincent Creusot, au Studio Plus XXX (Paris)
- Conception graphique et photographies : Maxime Ruiz

## Charts et certifications
| Pays         | Durée du classement | Meilleur classement |
| ------------ | ------------------- | ------------------- |
| France       | 78 semaines         | 1er                 |
| Belgique (W) | 55 semaines         | 1er                 |
| Belgique (V) | 4 semaines          | 75e                 |
| Suisse       | 18 semaines         | 3e                  |

| Pays     | Certification | Ventes    | Date |
| -------- | ------------- | --------- | ---- |
| France   | 2 × Platine   | 600 000 + | 2004 |
| Belgique | Or            | 20 000 +  | 2004 |
| Suisse   | Or            | 25 000 +  | 2004 |